# Phyllodinus nervatus
Phyllodinus nervatus är en insektsart som beskrevs av Van Duzee 1897. Phyllodinus nervatus ingår i släktet Phyllodinus och familjen sporrstritar. Inga underarter finns listade i Catalogue of Life.